# Ben-Hur – Sklave Roms
Ben-Hur – Sklave Roms (Originaltitel In the Name of Ben Hur) ist ein US-amerikanischer Abenteuerfilm aus dem Jahr 2016 von Mark Atkins, der auch für das Drehbuch, die Kamera und gemeinsam mit Christian McIntire für den Filmschnitt verantwortlich war. In der titelgebenden Rolle des Ben Hur ist Adrian Bouchet zu sehen.

## Handlung
Der Film spielt während der Regentschaft Kaiser Neros (die angegebene Jahresangabe 171 v. Chr. sowie eine Schlacht am Hadrianswall sind faktisch falsch).
In der Provinz Lusitania fällt ein römisches Besatzungskommando über eine junge Frau her. Der junge Mann Adrian will ihr zur Hilfe eilen, wird allerdings von den Römern zurechtgewiesen und muss um sein eigenes Leben fürchten. Plötzlich erscheint ein Unbekannter, der die Römer besiegt und von diesen aufgrund seiner Kampffähigkeiten für einen ehemaligen Gladiator gehalten wird. Begeistert von dem unbekannten Mann versucht Adrian diesen für seine Widerstandstruppe zu gewinnen. Dieser lehnt aber ab und rät dazu, sich mit der Situation zu arrangieren.
Statthalter Cassius bekommt zwischenzeitlich die Information, dass der von ihm gesandte Trupp besiegt wurde. Er schiebt das darauf, dass der Kaiser ihm nur unfähige Soldaten in die Provinz schickte. Cyprian, Cassius’ Adjutant, schlägt vor, Kaiser Neros Gunst zu gewinnen, in dem sie diesen Frauen als Konkubinen schicken. Aufgrund des Frauenraubs in der Provinz gewinnt die Widerstandstruppe von Adrian immer mehr an Zuwachs und auch der Unbekannte schließt sich nun dieser an. Er beginnt damit, die Soldaten des Trupps als dessen Lehr- und Waffenmeister auszubilden. Aufgaben als Krieger lehnt er allerdings ab.
Cassius heuert eine internationale Söldnerkompanie an, um die Provinz militärisch wieder in den Griff zu bekommen. Das Kommando übernimmt der ehemalige Gladiator Atticus. Diese schaffen es, den Unbekannten in eine Falle zu locken. Da Atticus den Namen seiner Opfer erfahren will, bevor er sie tötet, befragt er auch den Unbekannten nach diesem und erfährt, dass es sich um den ehemaligen jüdischen Prinzen Ben Hur handelt, der viele Christen zur Flucht aus Rom half. In Hinblick für Ben Hur eine hohe Belohnung zu erhalten, lässt er diesen am Leben. Adrian beschließt, Ben Hur zu befreien und so wird das trainierte Widerstandsheer ins erste Gefecht geführt.

## Hintergrund
Die Low-Budget-Filmproduktion ist ein Mockbuster zu Ben Hur aus demselben Jahr und erschien am 2. August 2016 in den USA als Direct-to-Video. In Deutschland startete der Film am 12. August 2016 in den Videoverleih. Er orientiert sich lose an dem gleichnamigen Roman Ben Hur von Lew Wallace, kann aber eher als Fortsetzung von diesem gesehen werden. Der Film beginnt in den Katakomben Roms, wo Ben Hur dabei hilft, Christen wegen der Verfolgung im Jahr 64 n. Chr. durch Kaiser Nero zu helfen. Dabei wird Ben Hur jünger dargestellt, als er zu diesem Zeitpunkt im Roman war.
Der Film entstand überwiegend im Glan Faenol-Park in Wales.

## Rezeption
„Abstecher der Trash-Schmiede „The Asylum“ ins ungewohnte Terrain des Antikenfilms, der in allen Belangen unterstes filmisches Niveau bietet: amateurhafte Regie, zerfaserte Handlung, schlechte Schauspieler und miserable Tricks.“

Auf Badmovies wird Atkins dafür gelobt, Ben Hur nicht gleich als Killermaschine in den Film zu integrieren. Das Script macht lediglich „das Nötigste, um Ben Hur ins Geschehen als „reluctant hero“ zu integrieren und zumindest den Aspekt, dass Ben Hur nach seinem Erweckungserlebnis anlässlich Jesu Kreuzigung eigentlich den Weg der Gewaltlosigkeit eingeschlagen hat, nicht völlig zu vergessen, auch wenn das moralische Dilemma, vor das Ben Hur gestellt wird, nicht gerade tiefschürfend verarbeitet wird“. Über die Schauspieler wird geschrieben, dass „Adrian Bouchet prinzipiell schon den passenden Look für den Grumpy-Older-Ben-Hur-Part hat, allerdings im Charisma-Department Defizite aufweist“, Jonno Davis seine Rolle als ungestümen jungen Adrian „halbwegs passabel“ darstellt, Michael Bott gebe „sich große Mühe, den Cassius und seine Dialoge mit der Gravitas des theatererprobten Mimen zu absolvieren“ und Marcello Walton sei als Atticus ein „ganz akzeptabler B-Minus-Schurke“. Kritisiert werden allerdings die weiblichen Darstellerinnen um Stephanie Beran, Lara Heller und Gana Bayarsaikhan, die sich nicht „gerade mit Ruhm bekleckert“ hätten. Final wird befunden, dass der Film „zumindest eine gewisse Energie“ hätte, die verhindert, „dass sich größere Längen einfinden“, allerdings seien die finanziellen Mittel von The Asylum zu begrenzt um einen „nur halbwegs sehenswerten Film zu machen“.
Im Audience Score, der Zuschauerwertung auf Rotten Tomatoes konnte der Film bei weniger als 50 Stimmen eine Wertung von 33 % erreichen. In der Internet Movie Database hat der Film bei über 800 Stimmenabgaben eine Wertung von 2,7 von 10,0 möglichen Sternen.